# Jhundpura
Jhundpura is een nagar panchayat (plaats) in het district Morena van de Indiase staat Madhya Pradesh. 

## Demografie
Volgens de Indiase volkstelling van 2001 wonen er 8.110 mensen in Jhundpura, waarvan 55% mannelijk en 45% vrouwelijk is. De plaats heeft een alfabetiseringsgraad van 49%. 